# 1921 en hockey sur glace
Cette page présente les principaux évènements de l'année 1921 au hockey sur glace.

## Amérique du Nord

### Ligue nationale de hockey
- Les Sénateurs d'Ottawa remportent la Coupe Stanley 1921.

## Europe

### Allemagne
- Le Berliner Schlittschuhclub continue sa domination et devient champion d'Allemagne pour la 5efois consécutive[1].

### France
- Coupe Magnus : les Sports d'Hiver de Paris sont champions de France.

### Suisse
- HC Rosay Gstaad champion de Suisse (Ligue Internationale).
- HC Bellerive Vevey champion de Suisse (Ligue Nationale).

## International
- 18 février : la Suède remporte le championnat d'Europe.

## Autres Évènements

### Naissance
- Naissance de Evgueni Babich le 1er juillet 1921. Il remportera 9 titres de Champion d'URSS, 1 titre olympique et 2 titres de champion du monde.